# Каріна Салінас
Каріна Салінас (5 березня 1973, Мон-Сент-Еньян, Приморська Сена) — французька волейболістка, пасуюча. Дворазова переможниця Ліги чемпіонів Європейської конфедерації волейболу. У складі національної збірної провела 164 матчі, бронзова призерка Середземноморських ігор 2001 року і учасниця двох першостей Європи (2001, 2007). Дворазова чемпіока Франції з пляжного волейболу (у парі з Марі Тарі).

## Клуби
| Роки      | Команди                       |
| --------- | ----------------------------- |
| 1990—1999 | «Расінг» (Канни)              |
| 1999—2000 | «Модена»                      |
| 2000—2001 | «Спеццано» (Фйорано-Моденезе) |
| 2001—2006 | «Расінг» (Канни)              |
| 2008—2010 | «Расінг» (Канни)              |
| 2010—2011 | «Рошевіль» (Ле-Канне)         |

## Досягнення
- Ліга чемпіонів
  - Переможець (2): 2002, 2003
  - Фіналіст (1): 2006

- Кубок топ-команд
  - Фіналіст (1): 1998

- Чемпіонат Франції[fr]
  - Переможець (11): 1995, 1996, 1998, 1999, 2002, 2003, 2004, 2005, 2006, 2009, 2010
  - Фіналіст (1): 2011

- Кубок Франції[fr]
  - Переможець (10): 1996, 1997, 1998, 1999, 2003, 2004, 2005, 2006, 2009, 2010

- Чемпіонат Італії[it]
  - Переможець (1): 2000

- Чемпіонат Франції з пляжного волейболу
  - Переможець (2): 1997, 1998
  - Фіналіст (1): 1999